# Ross (album 1978)
Ross è il nono album in studio della cantante statunitense Diana Ross, pubblicato nel 1978 dalla Motown.

## Il disco
Il disco è composto da quattro tracce (Side A) registrate nel 1978 e cinque tracce (Side B) registrate tra il 1971 ed il 1975 riprese per l'occasione in versione remix o estesa.

## Tracce
Side A
1. Lovin', Livin' and Givin' (Extended Remix) (Kenny Stover, Pam Davis) – 5:11
2. What You Gave Me (Nickolas Ashford, Valerie Simpson) – 4:57
3. Never Say I Don't Love You (Greg Wright, Karin Patterson) – 3:50
4. You Were the One (Greg Wright, Karin Patterson) – 4:01

Side B
1. Reach Out I'll Be There (1978 Extended Remix) (Brian Holland, Lamont Dozier, Eddie Holland Jr.) – 5:30
2. Sorry Doesn't Always Make It Right (1978 Remix) (Michael Masser) – 3:28
3. Where Did We Go Wrong (1978 Remix) (Ron Miller, Tom Baird) – 4:24
4. To Love Again (1978 Remix) (Gerry Goffin, Michael Masser) – 4:04
5. Together (1978 Remix) (Michael Masser, Pam Sawyer) – 3:31